# Jan Kisiliczyk
Jan Wacław Kisiliczyk (ur. 22 września 1955 w Lubomierzu) – polski polityk, geodeta, urzędnik samorządowy, w latach 1989–1993 poseł na Sejm X i I kadencji.

## Życiorys
Ukończył w 1980 studia na Wydziale Melioracji Akademii Rolniczej we Wrocławiu, po którym rozpoczął pracę jako geodeta.
Z ramienia Komitetu Obywatelskiego sprawował mandat posła na Sejm kontraktowy. Na początku lat 90. objął stanowisko kierownika urzędu rejonowego w Bolesławcu, które zajmował do 1999. Zasiadał także w Sejmie I kadencji z listy Unii Demokratycznej, reprezentując okręg jeleniogórsko-legnicki. W 1993 nie został ponownie wybrany, później wycofał się z działalności politycznej. Po reformie samorządowej był zatrudniony w starostwie powiatowym. W 2004 objął funkcję naczelnika Wydziału Mienia i Gospodarki Przestrzennej w urzędzie miejskim w Bolesławcu. W 2014 z poparciem Forum Samorządowego Ziemi Bolesławieckiej bez powodzenia kandydował do rady powiatu bolesławieckiego z listy komitetu „Gospodarze w powiecie bolesławieckim”.
W 2005 został odznaczony odznaką honorową „Za zasługi dla geodezji i kartografii”. W 1998 otrzymał Srebrny Krzyż Zasługi.